# 青森県観光物産館アスパム
青森県観光物産館アスパム（あおもりけんかんこうぶっさんかん アスパム）は、青森県青森市安方にある観光施設。一般的に「アスパム」と呼ばれることが多い。

## 概要
青森港の再開発事業に基づいて1986年（昭和61年）に建設され、日本建築学会東北支部から同年度の東北建築賞作品賞を受賞した。
名称は一般公募より採用され、「ASPM」は青森県(Aomori)、観光(Sightseeing)、物産(Products)、館(Mansion)の頭文字であり、「アスパム」という読みを連想させている。
「青森」の頭文字である「A」をかたどった三角形の外観が特徴。展望室（13階）やレストラン、多目的室、物産プラザ、観光プラザ、パノラマ館などを併設する他、津軽三味線の演奏などさまざまなイベントが開催される。
青森ベイブリッジとともに、青森市のランドマークとなっている。
また、電波塔や橋を除いて青森県で最も高い建物である。このため、市郊外からも見ることができる。
| 階   | 施設 |
| ---- | --- |
| 1階  | おみやげコーナー・ラウンジ・センチュリー・イベントホール 銀行ATM（青森みちのく銀行）ほか |
| 2階  | 青い森ホール（マルチスクリーンによる映画上映／有料） 市町村ホール、青森体験ホールほか |
| 3階  | ジョブカフェあおもり ハローワークヤングプラザ（45歳未満の求職者対象に職業相談、紹介、検索及び職業訓練の相談もできる。なお、土曜日は年齢に関係なく在職（パート、アルバイト含む）者のみ対象とした検索、職業相談も実施。但し、土曜日が祝日と重なった場合やシステムメンテナンスで休館する場合あり） |
| 4階  | JTB青森支店 |
| 8階  | 事務局 |
| 10階 | 和食料理「西むら」 |
| 13階 | 有料展望室 |
| 14階 | 夜空のMUSIC BAR うみとひかり |

## 乗り入れバス路線
| 番 | 会社名     | 路線名     | 経路               | 行先   |
| -- | ---------- | ---------- | ------------------ | ------ |
| 1  | （未使用） |            |                    |        |
| 1  | JRバス東北 | みずうみ号 | （降車専用停留所） | 青森駅 |
| 3  | 下北交通   | むつ線     | 平内・野辺地・横浜 | むつ   |
| 4  | （未使用） |            |                    |        |

- 毎年8月2日 - 7日の青森ねぶたや9月第1日曜日の青森県民駅伝開催日は発着場所が変更となる。
  - JRバス東北（みずうみ号）：全便経由せず、青森駅行となる。
  - 下北交通：青森行は青森駅終点、むつ行は新町二丁目始発となる。
- 路線バス（青森市営バス・弘南バス及びJRバス東北[4]）を利用して来場する場合は、「県庁通り」バス停（新町通り沿い、下車後徒歩約6分）が最寄りとなる。
- 十鉄バス（十和田市線）は2010年12月4日のダイヤ改正・経路変更により、当館への乗り入れがなくなった。
- なお、あおもりシャトルdeルートバス「ねぶたん号」も当館へ乗り入れるが、上記に記載のバス乗り場ではなく、正面入口前に設置された専用バス停から発着する。

## 周辺
- 青森駅（約5分）
- 青森ベイブリッジ
- 青い海公園
- 青森県水産ビル
  - 東日本信用漁業協同組合連合会 青森支店（「JFマリンバンク」ATMは同ビル1階に設置）
- ラッセランド（ねぶた作業・収納小屋、シーズン中のみ設置）
- 青函連絡船メモリアルシップ八甲田丸
- A-FACTORY

## 沿革
- 1984年（昭和59年）7月 - 着工。
- 1986年（昭和61年）
  - 3月 - 竣工。
  - 4月24日 - 開館。

## 当館が登場する作品
- 漫画『うしおととら』（藤田和日郎作）
- 映画『いこかもどろか』（1988年公開）
- 映画『ゴジラvsメカゴジラ』（1993年公開） - 上空をラドンが通過する。
- ライトノベル『ふぉーくーるあふたー3』（2016年発売）
- アニメ『Kingofprism-ShinySevenStars-』(3話に登場)

## その他
- 毎年9月に開催される青森県民駅伝競走大会のスタート地点である。
- 1988年には青函トンネル開業を記念した青函トンネル開通記念博覧会（エキスポ88）のメイン会場ともなった。
- 2010年4月28日より、JR東日本のSuica電子マネーサービスを開始した。

## 利用案内
- 開館時間：9:00〜22:00（展示コーナーは18:00、物産プラザは18:30）
- 休館日：1月第4週の月・火・水曜日、年末年始（12月31日〜1月1日）